# Ràdio Catalana (EAJ-13)
Ràdio Catalana va ser una emissora de propietat privada activa des de 1925 fins a la seva clausura l'any 1930. Aquesta emissora va ser la segona que es va instal·lar a Barcelona, darrere de Ràdio Barcelona EAJ-1. Ràdio Catalana es va instal·lar en un edifici propietat d'un empresari alemany, Hugo Heusch, el qual era el propietari, a l'Eixample barceloní. Hugo Heusch va ser el principal promotor de l'emissora.

## Història
Ràdio Catalana va sorgir de l'interès que Hugo Heusch tenia sobre la comunicació per ràdio. Prèviament, aquest empresari inicià la implantació de la comunicació per ràdio entre la planta de producció de la seva empresa a Manacor (Indústria española de perlas de imitación S.A. posteriorment amb el nom de Perlas Majorica) i la seu, que era a Barcelona. La construcció de l'equipament necessari es va encarregar a l'empresa Radio Ibèrica S.A. el vicepresident de la qual era el Sr. Rufino de Orbe. L'establiment per part de l'estat espanyol, ensems amb la dictadura del general Primo de Rivera (1923-1930), del monopoli en radiocomunicació en l'empresa Compañia Telefónica Nacional de España va fer que Hugo Heusch abandonés el seu projecte inicial i es va interessar a promocionar una emissora de ràdio comercial, aprofitant la relació que va establir amb els directors de Radio Ibérica i de Ibérica de Telecomunicación, ambdues amb seu a Madrid.
Hugo Heusch va establir l'empresa “Sociedad Radio Catalana” anomenant president de la companyia al Sr. Rufino de Orbe, que en aquelles dates era el vicepresident de l'empresa Radio Ibérica S.A. de Madrid, constructor d'equipament de radiotelecomunicacions i emissora de ràdio comercial. Entre les emissores fàcilment audibles a Catalunya l'any 1924 ja hi ha Radio Ibérica. El maig de 1925 es fan les primeres proves d'emissió i el 13 de juny es comprova la correcta audició a l'establiment del senyor Aymerich (un dels fundadors de Radio Terrassa) a Terrassa.

### Tancament
El component comercial de les emissores que es varen instal·lar comportava la competència per adquirir audició i publicitat. La potència d'emissió que tenia Radio Catalana era superior a la Radio Barcelona com es pot llegir a la pàgina de la Ràdio Associació de Catalunya:
| « | …aparición, en junio de 1925, de Radio Catalana que, junto con alguna otra emisora, interferiría continuamente las emisiones de Radio Barcelona EAJ1. En Madrid nace Unión Radio con el apoyo de un grupo financiero solvente, que poco a poco intentará apropiarse de todas las radios de las otras provincias. | » |

Les dues emissores acaben a les mans d'Unión Radio. El març de 1929 s'avisa d'una interrupció en les emissions per renovació de l'equipament. El 25 de maig de 1929 La Vanguardia anuncia l'augment de potència a 60kW.
L'octubre del 1929 ja s'anuncia la programació com Unión Radio Catalana. L'agost de 1930 ja es feien emissions conjuntes entre Radio Barcelona i Radio Catalana La Vanguardia publica el 24 d'agost de 1930 la suspensió de les emissions de Radio Catalana que es va fer el dia anterior, el 23 d'agost. Lindicatiu EAJ-13 va ser transferit a Ràdio València i posteriorment a Ràdio Mallorca.

## Característiques tècniques
- Categoria 4: Estació de difusió particular segons Real Decreto 23/02/1923
- Potència del transmissor: 4,5 kW
- Potència en antena: 1,5 kW
- Antena: longitud de 50 metres entre dos postes de 28 metres d'alçada.
- Modulació: Amplitud Modulada
- Longitud d'ona de la portadora: 423m, després 469m i finalment 286m
- Estudi: dos micròfons, instruments musicals i espai per 14 músics.
- Emissió inicial: 20 de juny de 1925[11]

## Altres característiques
- El finançament és per subscripció (adherents) en tres nivells[12] i per publicitat
- Inicialment la programació va ser de tres hores al dia.[13]
- Programació:[14] audicions de música gravada i en directe, notícies, conferències, cursos d'idiomes i retransmissions esportives
- Proves de recepció als EUA[15]
- Publicació de la revista setmanal[16] Radio Catalana